# Golpe de Estado no Catar em 1995
Golpe de Estado no Catar em 1995 foi um golpe palaciano que ocorreu no Catar em 27 de junho de 1995.  O golpe de Estado não violento foi realizado pelo então príncipe herdeiro Hamad bin Khalifa Al Thani que, com o apoio da família governante Al Thani, assumiu o controle do país enquanto seu pai, o emir Khalifa bin Hamad Al Thani, visitava Genebra, na Suíça.  O golpe ocorreu após uma desavença entre Hamad bin Khalifa e seu pai que, no início de 1995, tentou recuperar parte da autoridade que concedeu a Hamad desde 1992. 

## Resultado
Em resposta ao golpe, Khalifa bin Hamad chamou seu filho de "homem ignorante" e proclamou que ainda era o governante legítimo,  enquanto Hamad bin Khalifa contratou um escritório de advocacia estadunidense para congelar as contas bancárias de seu pai no exterior a fim de impedir um possível contragolpe.  No entanto, um contragolpe foi tentado em fevereiro de 1996 sob a liderança do ex-ministro da Economia, Hamad bin Jassim bin Hamad Al Thani. O golpe fracassou e vários dos aliados árabes tradicionais do Catar foram implicados no complô, a saber, Arábia Saudita, Emirados Árabes Unidos, Bahrein e Egito. 
Após sua deposição, o ex-emir viveu exilado na França e em Abu Dhabi, nos Emirados Árabes Unidos,  até retornar ao Catar em 2004.